# Імператор Сутоку

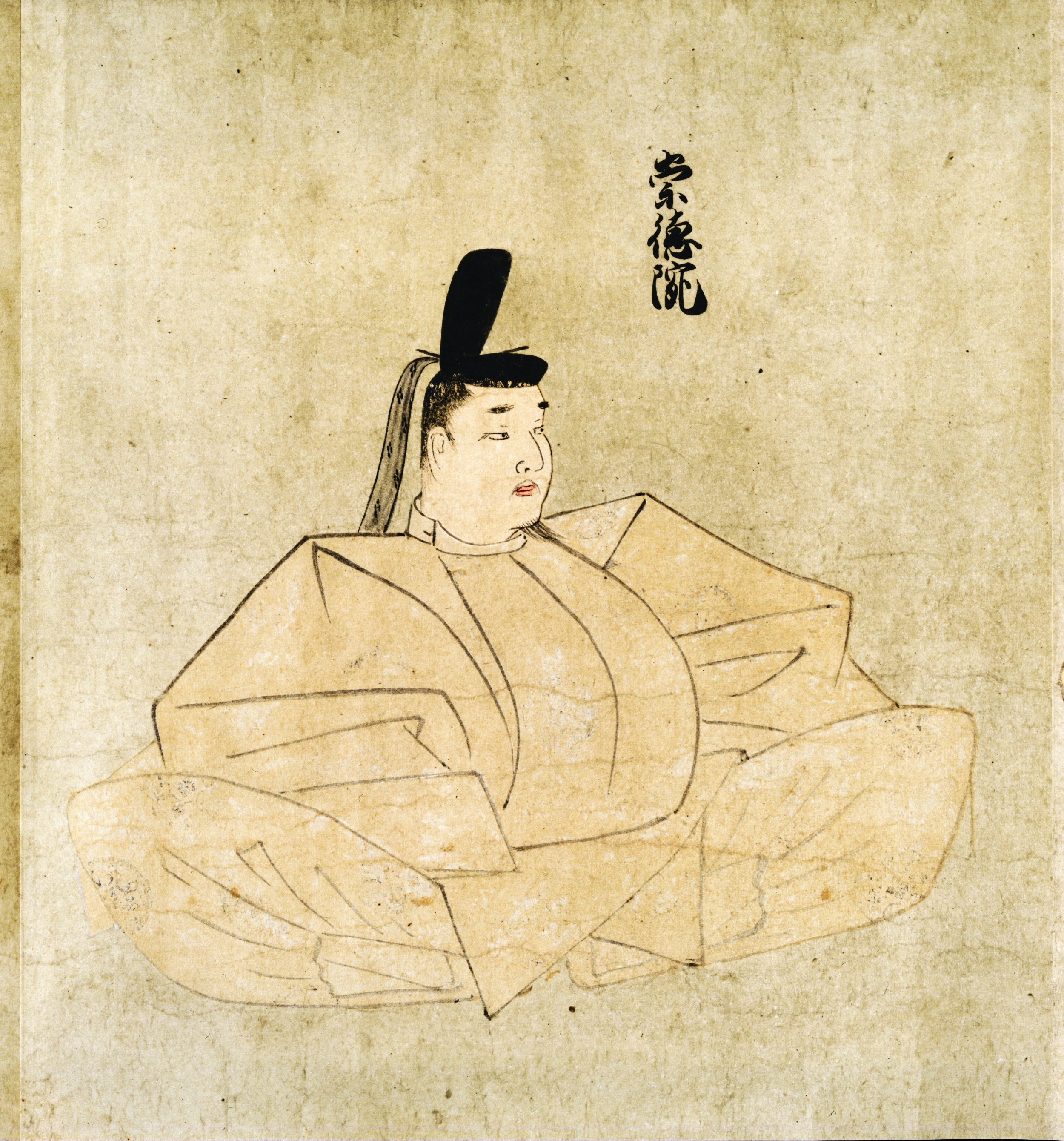
Імператор Сутоку

Імператор Суто́ку (яп. 崇徳天皇, すとくてんのう, сутоку тенно; 7 вересня 1119 — 14 вересня 1164) — 75-й Імператор Японії, синтоїстське божество. Роки правління: 20 лютого 1123 — 28 квітня 1142.
Старший син імператора Тоби. Його матір'ю була Фудзівара но Тамако. При народженні отрмав ім'я Акіхіто. 1123 року призначається спадкоємцем трону. Того ж року Тоба під тиском верховного імператора Сіракави зрікся влади, а трон перейшов до принца Акіхіто. 
1129 року після смерті Сіракави верховним імператором став Тоба. Продовжувалася боротьба останнього з кампаку Фудзівара но Тадаміті. Сутоку не відігравав жодного значення, що викликало невдаволення. Тому він невдовзі об'єднався з Фудзівара проти батька. У відповідь 1141 року верховний імператор Тоба примусив імператора Сутоку зректися трону на користь зведеного брату — принца Наріхіто, що став відомий як імператор Коное. 
У 1151 році Сутоку замовив імператорську антологію «Сіка вака-сю», яку було завершено 1154 року, що в значній мірі спиралася на приватну збірку імператора «Кюан Хяку-сю», куди увійшли власні вірші-вака Сутоку. 
1155 року після смерті Коное планував повернутися на трон, але проти цьоговиступив верховний імператор. Тоді Сутоку підтримав кандидатуру свого сина — принц Сіґехіто. Проти цього виступив Фудзівара но Йорінаґа, який підтримав принца Моріхіто, а Фудзівара но Наріко — за принцесу Акіко. Зрештою імператором став зведений брат Сутоку — принц Масахіто, знаний як імператор Ґо-Сіракава. Це завадило Сутоку мати можливість отримати стати верховним імператором.
1156 року після смерті верховного імператора Тоби забажав обійняти його місце. Втім проти цього виступив Фудзівара но Тадаміті, що жадав відновивти вплив свого клану. Його підтримав Ґо-Сіракава, не бажаючи ділити владу з братом. В свою чергу Сутоку спирався на війська на чолі із Фудзівара но Йорінаґою. В результаті бойових дій Сутоку зазнав поразки, його було заслано до провінції Санукі, де він створив сутри Махаяни з п’яти частин, що було представлено імператору Ґо-Сіракаві. Але останній відмовився прийняти та навіть читати рукопис, побоючись, що той містить прокляття. Помер колишній імператор у засланні 1164 року. 